# Melica decipiens
Melica decipiens là một loài thực vật có hoa trong họ Hòa thảo. Loài này được Caro mô tả khoa học đầu tiên năm 1969.